# Heartkiller
"Heartkiller" é uma canção escrita por Ville Valo, gravada pela banda HIM.
É o primeiro single do sétimo álbum de estúdio lançado a 8 de fevereiro de 2010, Screamworks: Love in Theory and Practice.

## Paradas
| Paradas                 | Posições |
| ----------------------- | -------- |
| Finlândia - Mitä hittiä | 5        |